# Marie de Castellane
Marie Dorothée Élisabeth de Castellane (Parigi, 19 febbraio 1840 – Otyń, 10 luglio 1915) è stata una nobildonna francese.

## Biografia
Marie era la figlia del marchese Henri de Castellane, e di sua moglie, la principessa Pauline de Talleyrand-Périgord. Fu battezzata dall'abate Dupanloup, futuro vescovo d'Orléans. Ha trascorso gran parte della sua infanzia, dopo la morte del padre, nella tenuta di famiglia dei suoi avi materni in Slesia e talvolta accompagnava la madre a visitare i loro parenti in Francia, trascorrendovi l'estate.

## Matrimonio
Sposò, il 3 ottobre 1857 a Zagan, il principe Antoni Wilhelm Radziwiłł (1833-16 dicembre 1904), aiutante di campo di Guglielmo I. Ebbero quattro figli:
- Jerzy Fryderyk Radziwiłł (11 gennaio 1860-21 gennaio 1914);
- Elżbieta Matylda Radziwiłł (1 novembre 1861-13 maggio 1950), sposò Roman Potocki, ebbero due figli;
- Helena Augusta Radziwiłł (14 febbraio 1874-12 dicembre 1958), sposò Jozef Potocki, ebbero due figli;
- Stanisław Wilhelm Radziwiłł (6 febbraio 1880-28 aprile 1920)[4].

Visse gran parte della sua vita a Berlino. Dal 1881 al 1886 intraprese il restauro del castello Radziwiłł a Nieśwież, dove salvò gli archivi e la biblioteca. Ha aggiunto al castello una terrazza fiancheggiata da torrette neogotiche e ridisegnò il parco all'inglese.
La sua residenza a Berlino era un luogo di incontro dell'aristocrazia, letterati, artisti e del mondo politico. Vi si respirava un'aria di libertà intellettuale e la tolleranza religiosa (la principessa era cattolica) in contrasto con lo spirito del Kulturkampf di Bismarck. Molti membri dell'aristocrazia polacca o tedesca si sono incontrati lì, e comunicavano in francese.
Nel 1906 pubblicò Souvenirs di sua nonna, la Duchessa di Dino e, nel 1909, Chronique de 1831 à 1862, una raccolta di lettere della nonna. Ha lavorato per tutta la vita - invano - per la riconciliazione franco-tedesca. Era una delle figure più importanti nella corte del Kaiser. 
Marie ereditò la tenuta di Kleinitz, vicino a Zielona Góra, dove visse in modo permanente dopo la morte di suo marito. 

## Morte
Quando scoppiò la guerra, fu messa agli arresti domiciliari, con l'accusa di spionaggio, nel suo piccolo castello a Otyń, dove morì il 10 luglio 1915.
Le sue memorie furono pubblicate con il titolo: Souvenirs de la princesse Radziwill (née Castellane) 1840-1873. Une Française à la cour de Prusse (1931). Anche la sua corrispondenza con il generale italiano Mario Nicolis di Robilant è stata pubblicata postuma. Le sue lettere rappresentano una ricchezza di informazioni sulla politica a Berlino e Parigi: Une grande dame d'avant-guerre. Lettres de la princesse Radziwill au général de Robilant, 4 volumi, Bologna (1933-1934).

## Opere
- 1906 : Souvenirs de sa grand-mère, la duchesse de Dino.
- 1909 : Chronique de 1831 à 1862.
- 1931 : Souvenirs de la princesse Radziwill (née Castellane) 1840-1873.
- 1933 : Une grande dame d'avant guerre - Lettres de la princesse Radziwill au général de Robilant 1889-1914, volume 1 (1889-1895) e volume 2 (1896-1901), Nicola Zanichelli, Bologna.
- 1934 : Une grande dame d'avant guerre - Lettres de la princesse Radziwill au général de Robilant 1889-1914, volume 3 (1902-1907) e volume 4 (1908-1914), Nicola Zanichelli, Bologna.